# George Samuelson
George Samuelson är en svensk musikproducent och låtskrivare och ägare av produktionbolaget Trakslammer Productions. Bland svenska artister som studion producerat kan nämnas Darin, Alcazar, Agnes Carlsson, Sahlene.

## Svenska artister som Samuelson har jobbat med (urval)
- Darin Zanyar - 2004, 2005
- Agnes Carlsson - 2006
- Alcazar - 2001, 2003
- Sahlene - 2002

## Utländska artister som Samuelson har jobbat med (urval)
- Mynt - 2006
- W-inds - 2008
- Chipz - 2002
- Part Six - 2007
- Shakaya -2002
- Tears - 2001
- Daniel Silberstein - 2006